# Soul Power II 世界巡迴演唱會
Soul Power II 世界巡迴演唱會，是台灣歌手陶喆由2024年3月2日開始於世界各地開展的一系列巡迴演唱會演出。

## 演出制作

### 背景
陶喆上一次舉行巡迴演唱會是2018年開啟的「陶喆初心演唱會I Love You Live」美加巡迴演唱會，這次演唱會主題為「Soul Power II」，陶喆表示《Soul Power II》並不是當年演唱會的重製版或升級版，而是在走過這些年的音樂旅程，看過各種起落變化後，以找回現場演唱會的「音樂本位」和「靈魂本質」為初衷，全新打造一場屬於這個時代的感動與體驗，獻給當下的《Soul Power II》演唱會。
出道以來僅發行7張完整專輯、累積無數經典曲目，在去年發行的「Re-Imagined」系列作品中，陶喆透過重新編曲錄唱，給經典作品灌注全新靈魂，也是為了有一天在更大的舞台上，可以對現場的歌迷輸出更大的力量與感動，這樣的精神即將在《Soul Power II》中得以實現。

### 巡迴
《Soul Power II 世界巡迴演唱會》首站於2024年3月2日至3日在武漢五環體育中心體育館舉行。

## 發展
陶喆於2024年1月16日正式宣布「Soul Power II」演唱會的前兩站分別為武漢和廈門。武漢站的票務於2024年1月19日開放，廈門站的票務則於2024年1月21日開始出售。由於兩場演唱會的票房反響熱烈且開票即售罄，陶喆於1月22日宣布將新增場次。後續場次仍然是瞬間售罄。
2024年8月28日，陶喆宣布將於11月9日在台北小巨蛋舉辦台北場。這次演唱會的門票將於9月14日開始販售。這場演唱會是陶喆繼2014以來，再次在台北小巨蛋登台。門票開賣即秒殺。陶喆於9月16日宣布將新增11月10日的場次。場次仍然是瞬間售罄。
2025年3月1日、2日，陶喆重返紅磡體育館舉行演唱會，這是他繼2003年Soul Power 巡迴演唱會、2006年Love Can世界巡迴演唱會、2008年1.2.3我們都是木頭人世界巡迴演唱會之後，睽違17年四度登上紅館，在第1場加碼唱了已故歌手方大同的愛愛愛以表致敬。
2025年9月19日至21日，陶喆在北京鳥巢的3場演出結束後，將作為第一階段的收官場，接著要投入新專輯《Stupid Pop Songs》的宣傳，在宣傳行程結束之後，要開始進行「Soul Power II」的歐美巡演，預計在2026年中讓「Soul Power II」的場次突破百場。
2025年8月6日，陶喆正式宣佈第二階段從2025年10月初開始，且最初三場的城市分別為吉隆坡、雪梨與墨爾本，將成為陶喆首次在大洋洲舉行個人演唱會。

## 巡迴場次
| 場次 | 日期           | 國家／地區 | 城市            | 場館                           | 備註             |
| ---- | -------------- | ---------- | --------------- | ------------------------------ | ---------------- |
| 1    | 2024年3月2日   | 中国大陆   | 武漢            | 武漢五環體育中心體育館         |                  |
| 2    | 2024年3月3日   | 中国大陆   | 武漢            | 武漢五環體育中心體育館         | 加場             |
| 3    | 2024年3月23日  | 中国大陆   | 廈門            | 廈門集美嘉庚體育館             |                  |
| 4    | 2024年3月24日  | 中国大陆   | 廈門            | 廈門集美嘉庚體育館             | 加場             |
| 5    | 2024年4月20日  | 中国大陆   | 佛山            | 佛山嶺南明珠體育館             |                  |
| 6    | 2024年4月21日  | 中国大陆   | 佛山            | 佛山嶺南明珠體育館             | 加場 嘉賓: A-Lin |
| 7    | 2024年5月18日  | 中国大陆   | 無錫            | 無錫體育中心體育館             |                  |
| 8    | 2024年5月19日  | 中国大陆   | 無錫            | 無錫體育中心體育館             |                  |
| 9    | 2024年6月15日  | 中国大陆   | 青岛            | 青岛体育中心国信体育馆         |                  |
| 10   | 2024年6月16日  | 中国大陆   | 青岛            | 青岛体育中心国信体育馆         |                  |
| 11   | 2024年6月28日  | 中国大陆   | 北京            | 五棵松體育館                   | 加場             |
| 12   | 2024年6月29日  | 中国大陆   | 北京            | 五棵松體育館                   |                  |
| 13   | 2024年6月30日  | 中国大陆   | 北京            | 五棵松體育館                   |                  |
| 14   | 2024年7月12日  | 中国大陆   | 南京            | 南京青奥体育公园体育馆         | 加場             |
| 15   | 2024年7月13日  | 中国大陆   | 南京            | 南京青奥体育公园体育馆         |                  |
| 16   | 2024年7月14日  | 中国大陆   | 南京            | 南京青奥体育公园体育馆         |                  |
| 17   | 2024年7月27日  | 中国大陆   | 南寧            | 廣西體育中心體育馆             |                  |
| 18   | 2024年7月28日  | 中国大陆   | 南寧            | 廣西體育中心體育馆             |                  |
| 19   | 2024年8月10日  | 中国大陆   | 天津            | 天津奥林匹克中心體育館         |                  |
| 20   | 2024年8月11日  | 中国大陆   | 天津            | 天津奥林匹克中心體育館         |                  |
| 21   | 2024年8月24日  | 中国大陆   | 南昌            | 南昌國際體育中心體育館         |                  |
| 22   | 2024年8月25日  | 中国大陆   | 南昌            | 南昌國際體育中心體育館         |                  |
| 23   | 2024年9月7日   | 中国大陆   | 上海            | 梅賽德斯-奔馳文化中心          |                  |
| 24   | 2024年9月8日   | 中国大陆   | 上海            | 梅賽德斯-奔馳文化中心          |                  |
| 25   | 2024年9月15日  | 中国大陆   | 重慶            | 华熙LIVE·鱼洞文体中心          |                  |
| 26   | 2024年9月16日  | 中国大陆   | 重慶            | 华熙LIVE·鱼洞文体中心          |                  |
| 27   | 2024年9月28日  | 中国大陆   | 泉州            | 晋江市第二体育中心体育馆       |                  |
| 28   | 2024年9月29日  | 中国大陆   | 泉州            | 晋江市第二体育中心体育馆       |                  |
| 29   | 2024年10月12日 | 中国大陆   | 郑州            | 郑州奥林匹克体育中心体育馆     |                  |
| 30   | 2024年10月13日 | 中国大陆   | 郑州            | 郑州奥林匹克体育中心体育馆     |                  |
| 31   | 2024年10月26日 | 中国大陆   | 宁波            | 宁波奥体中心体育馆             |                  |
| 32   | 2024年10月27日 | 中国大陆   | 宁波            | 宁波奥体中心体育馆             |                  |
| 33   | 2024年11月9日  | 臺灣       | 臺北            | 臺北小巨蛋                     |                  |
| 34   | 2024年11月10日 | 臺灣       | 臺北            | 臺北小巨蛋                     | 加場             |
| 35   | 2024年11月23日 | 中国大陆   | 合肥            | 少荃体育中心体育馆             |                  |
| 36   | 2024年11月24日 | 中国大陆   | 合肥            | 少荃体育中心体育馆             |                  |
| 37   | 2024年12月14日 | 中国大陆   | 广州            | 海心沙亚运公园                 |                  |
| 38   | 2024年12月15日 | 中国大陆   | 广州            | 海心沙亚运公园                 |                  |
| 39   | 2025年3月1日   | 香港       | 香港            | 红磡体育馆                     |                  |
| 40   | 2025年3月2日   | 香港       | 香港            | 红磡体育馆                     |                  |
| 41   | 2025年4月19日  | 中国大陆   | 苏州            | 苏州奥林匹克体育中心体育场     |                  |
| 42   | 2025年4月20日  | 中国大陆   | 苏州            | 苏州奥林匹克体育中心体育场     | 加場             |
| 43   | 2025年5月3日   | 中国大陆   | 成都            | 成都东安湖体育公园主体育场     |                  |
| 44   | 2025年5月4日   | 中国大陆   | 成都            | 成都东安湖体育公园主体育场     | 加場             |
| 45   | 2025年5月17日  | 中国大陆   | 貴陽            | 贵阳奥林匹克体育中心体育场     |                  |
| 46   | 2025年5月31日  | 中国大陆   | 福州            | 福州海峡奥林匹克体育中心体育场 |                  |
| 47   | 2025年6月1日   | 中国大陆   | 福州            | 福州海峡奥林匹克体育中心体育场 |                  |
| 48   | 2025年6月21日  | 中国大陆   | 長沙            | 賀龍體育中心體育場             |                  |
| 49   | 2025年6月22日  | 中国大陆   | 長沙            | 賀龍體育中心體育場             |                  |
| 50   | 2025年7月19日  | 中国大陆   | 济南            | 济南奥林匹克体育中心体育场     |                  |
| 51   | 2025年7月26日  | 中国大陆   | 瀋陽            | 瀋陽奧林匹克體育中心體育場     |                  |
| 52   | 2025年7月27日  | 中国大陆   | 瀋陽            | 瀋陽奧林匹克體育中心體育場     |                  |
| 53   | 2025年8月8日   | 中国大陆   | 深圳            | 深圳湾体育中心“春茧”体育场     |                  |
| 54   | 2025年8月9日   | 中国大陆   | 深圳            | 深圳湾体育中心“春茧”体育场     |                  |
| 55   | 2025年8月10日  | 中国大陆   | 深圳            | 深圳湾体育中心“春茧”体育场     |                  |
| 56   | 2025年8月16日  | 中国大陆   | 西安            | 西安奧體中心體育場             |                  |
| 57   | 2025年8月17日  | 中国大陆   | 西安            | 西安奧體中心體育場             |                  |
| 58   | 2025年8月24日  | 中国大陆   | 哈爾濱          | 哈爾濱國際會展體育中心體育場   |                  |
| 59   | 2025年8月29日  | 中国大陆   | 杭州            | 杭州奥体中心体育场             |                  |
| 60   | 2025年8月30日  | 中国大陆   | 杭州            | 杭州奥体中心体育场             |                  |
| 61   | 2025年8月31日  | 中国大陆   | 杭州            | 杭州奥体中心体育场             |                  |
| 62   | 2025年9月5日   | 中国大陆   | 常州            | 常州奥林匹克体育中心体育场     |                  |
| 63   | 2025年9月6日   | 中国大陆   | 常州            | 常州奥林匹克体育中心体育场     |                  |
| 64   | 2025年9月7日   | 中国大陆   | 常州            | 常州奥林匹克体育中心体育场     |                  |
| 65   | 2025年9月19日  | 中国大陆   | 北京            | 国家体育场 (鸟巢)              |                  |
| 66   | 2025年9月20日  | 中国大陆   | 北京            | 国家体育场 (鸟巢)              |                  |
| 67   | 2025年9月21日  | 中国大陆   | 北京            | 国家体育场 (鸟巢)              |                  |
| 68   | 2025年10月4日  | 马来西亚   | 吉隆坡          | 亚通体育馆                     |                  |
| 69   | 2025年10月12日 |            | 悉尼            | 库多斯银行体育馆               |                  |
| 70   | 2025年10月18日 | 墨爾本     | 羅德·拉沃競技場 |                                |                  |

## 表演曲目
1. Runaway 

2. 愛是個什麼東西 

3. 小鎮姑娘 

4. 王八蛋 

Talking 

5. 普通朋友 

6. 飛機場的10:30 

7. 流沙 (Reimagined) 

8. 沙灘 

9. 活該 

Talking 2 

10. 孫子兵法 
 
11. 鬼 

12. 黑色柳丁 

13. 寂寞的季節 
 
14. 蝴蝶 

Talking 3 

15. 二十二 

16. 星心 

17. Susan說 

18. 討厭紅樓夢 

19. 全世界都會唱的歌（第一場）/ 太美麗（第二場） 

20. 就是愛你 

Encore 

21. 找自己 

22. 火鳥功+My Anata 

23. 心亂飛 
 
24. Melody（第一場）/ 愛我還是他（第二場） 

25. 天天 

26. 愛很簡單 

1. Runaway 

2. 愛是個什麼東西 

3. 小鎮姑娘 

4. 王八蛋 

Talking 

5. 普通朋友 

6. 飛機場的10:30 

7. 流沙 (Reimagined) 

8. 沙灘 

9. I'm OK 

Talking 2 

10. Dear God 
 
11. 鬼 

12. 黑色柳丁 

13. 寂寞的季節 
 
14. 蝴蝶 

Talking 3 

15. 二十二 

16. 星心 

17. Susan說 

18. 討厭紅樓夢 

19. 愛我還是他 

20. 就是愛你 

Encore 

21. 找自己 

22. 火鳥功+My Anata 

23. 心亂飛 
 
24. 望春風 

25. Melody（第一場）/ 一念之間（第二場） 

26. 月亮代表誰的心（第一場） 

26. 天天 

27. 愛很簡單 

1. Runaway 

2. 愛是個什麼東西 

3. 小鎮姑娘 

4. 王八蛋 

Talking 

5. 普通朋友 

6. 飛機場的10:30 

7. 流沙 (Reimagined) 

8. 沙灘 

9. Dear God 

Talking 2 

10. 孫子兵法 
 
11. 鬼 

12. 黑色柳丁 

13. 寂寞的季節 
 
14. 蝴蝶 

Talking 3 

15. 二十二 

16. Susan說 

17. 今天沒回家 

18. 討厭紅樓夢 

19. 太美麗 

20. 就是愛你 

Encore 

21. 找自己 

22. 火鳥功+My Anata 

23. 心亂飛 
 
24. Melody 

25. 暗戀 

26. 天天 

27. 愛很簡單 

1. Runaway 

2. 愛是個什麼東西 

3. 小鎮姑娘 

4. 王八蛋 

Talking 

5. 普通朋友 

6. 飛機場的10:30 

7. 流沙 (Reimagined) 

8. 沙灘 

9. 暗戀 

Talking 2 

10. 孫子兵法 
 
11. 鬼 

12. 黑色柳丁 

13. 寂寞的季節 
 
14. 蝴蝶 

Talking 3 

15. 二十二 

16. Susan說 

17. 討厭紅樓夢 

18. 愛我還是他 

19. 就是愛你 

Encore 

20. 找自己 

21. 火鳥功+My Anata 

22. 心亂飛 
 
23. 一念之間 

24. 今天你要嫁給我 

25. 月亮代表誰的心 

26. 望春風 
 
27. 天天 

28. 愛很簡單 

1. Runaway 

2. 愛是個什麼東西 

3. 小鎮姑娘 

4. 王八蛋 

Talking 

5. 普通朋友 

6. 飛機場的10:30 

7. 流沙 (Reimagined) 

8. 沙灘 

9. 雪豹 

Talking 2 

10. Dear God 

11. 孫子兵法 
 
12. 鬼 

13. 黑色柳丁 

14. 寂寞的季節 
 
15. 蝴蝶 

Talking 3 

16. 二十二 

17. Susan說 

18. 討厭紅樓夢 

19. 全世界都會唱的歌（第一場）/ 愛我還是他（第二場） 

20. 就是愛你 

Encore 

21. 找自己 

22. 火鳥功+My Anata 

23. 心亂飛 
 
24. Angel 

25. 聖誕之吻 

26. 天天 

27. 愛很簡單 

1. 找自己(Overture)+ Runaway 

2. 愛是個什麼東西 

3. 小鎮姑娘 

4. 王八蛋 

Talking 

5. 普通朋友 

6. 飛機場的10:30 

7. 流沙 (Reimagined) 

8. 愛愛愛（紀念方大同，第一場）

9. 沙灘 

10. 暗戀 

Talking 2 

11. Dear God 

12. 孫子兵法 
 
13. 鬼 

14. 黑色柳丁 

15. 寂寞的季節 
 
16. 蝴蝶 

Talking 3 

17. 二十二 

18. Susan說 

19. 討厭紅樓夢 

20. 愛我還是他（第一場）/ 全世界都会唱的歌（第二場） 

21. 就是愛你 

Encore 

22. 找自己 

23. 火鳥功+My Anata 

24. 心亂飛 
 
25. 宮保雞丁（第一場）/ 今天妳要嫁給我（第二場） 

26. 月亮代表誰的心（第二場） 

27. 天天 

28. 愛很簡單 

1. Stupid Pop Song (Overture) 
	
2. 找自己(Overture)+ Runaway 

3. 愛是個什麼東西 

4. 小鎮姑娘 

5. 王八蛋 

Talking 

5. Angel+I'm ok+那个女孩（第一場）/ 無緣（第二場） 

6. 普通朋友 

7. 飛機場的10:30 

8. 流沙 (Reimagined) 

9. 沙灘（第一場）/ Melody（小段）+沙灘（第二場） 

10. 暗戀 

Talking 2 

11. Dear God 

12. 孫子兵法 
 
13. 黑色星期二 

14. 黑色柳丁 

15. 寂寞的季節 
 
16. 蝴蝶 

Talking 3 

17. 二十二 

18. Susan說 

19. High High High 

20. 討厭紅樓夢 

21. 就是愛你 

Encore 

22. 找自己 

23. 馬戲團 

24. 火鳥功+My Anata 

25. 宮保雞丁（第二場） 

25. 心亂飛 
 
26. 千言萬語（新歌首唱）

27. 愛我還是他（第一場）/ 今天妳要嫁給我（第二場） 

28. 天天 

29. 愛很簡單 

1. Stupid Pop Song (Overture) 
	
2. 找自己(Overture)+ Runaway 

3. 愛是個什麼東西 

4. 小鎮姑娘 

5. 王八蛋 

Talking 

5. Angel+微塵+Katrina+I'm OK（第一場）/ Angel+微塵+勿忘我+月亮代表誰的心（第二場） 

6. 普通朋友 

7. 飛機場的10:30 

8. 流沙 (Reimagined) 

9. 沙灘 

10. 暗戀 

Talking 2 

11. Dear God 

12. 孫子兵法 
 
13. 黑色星期二 

14. 黑色柳丁 

15. 寂寞的季節 
 
16. 蝴蝶 

Talking 3 

17. 二十二 

18. Susan說 

19. High High High 

20. 討厭紅樓夢 

21. 就是愛你 

Encore 

22. 找自己 

23. 馬戲團 

24. 火鳥功 

25. 宮保雞丁 

26. 心亂飛 
 
27. 千言萬語 

28. 今天妳要嫁給我 

29. Melody 

30. 天天 

31. 愛很簡單 

1. Stupid Pop Song (Overture) 
	
2. 找自己(Overture)+ Runaway 

3. 愛是個什麼東西 

4. 小鎮姑娘 

5. 王八蛋 

Talking 

5. Angel+月亮代表誰的心+是是非非+Moonchild+0932 

6. 普通朋友 

7. 飛機場的10:30 

8. 流沙 (Reimagined) 

9. 沙灘 

10. 暗戀 

Talking 2 

11. Dear God 

12. 孫子兵法 
 
13. 黑色星期二 

14. 黑色柳丁 

15. 寂寞的季節 
 
16. 蝴蝶 

Talking 3 

17. 二十二 

18. Susan說 

19. High High High 

20. 討厭紅樓夢 

21. 就是愛你 

Encore 

22. 找自己 

23. 馬戲團 

24. 火鳥功 

25. 宮保雞丁 

26. 心亂飛 
 
27. 千言萬語 

28. 今天妳要嫁給我 

29. Melody 

30. 天天 

31. 愛很簡單 

1. Stupid Pop Song (Overture) 
	
2. 找自己(Overture)+ Runaway 

3. 愛是個什麼東西 

4. 小鎮姑娘 

5. 王八蛋 

Talking 

6. Angel+0932+月亮代表誰的心（第一場）/ 那個女孩+Angel+雪豹+月亮代表誰的心（第二場） 

7. 普通朋友 

8. 飛機場的10:30 

9. 流沙 (Reimagined) 

10. 一念之間 

11. 沙灘 

12. 暗戀（第一場）/ 似曾相識（第二場） 

Talking 2 

13. Dear God 

14. 亂七八糟 
 
15. 孫子兵法 

16. 黑色柳丁 

17. 寂寞的季節 
 
17. 蝴蝶 

Talking 3 

18. 二十二 

19. Moonchild（新歌首唱）

20. Susan說 

21. High High High 

22. 討厭紅樓夢 

23. 就是愛你 

Encore 

24. 找自己 

25. 馬戲團 

26. 火鳥功 

27. 心亂飛 
 
28. 望春風 

29. 千言萬語 

30. 今天妳要嫁給我（第一場）/ 愛我還是他（第二場） 

31. 天天 

32. 愛很簡單 

1. Stupid Pop Song (Overture) 
	
2. 找自己(Overture)+ Runaway 

3. 愛是個什麼東西 

4. 小鎮姑娘 

5. 王八蛋 

Talking 

6. Angel+找自己（第一場）/ Angel+找自己+月亮代表誰的心（第二場） 

7. 普通朋友 

8. 飛機場的10:30 

9. 流沙 (Reimagined) 

10. 一念之間

11. 沙灘 

12. 暗戀 

Talking 2 

13. Dear God 

14. 亂七八糟 
 
15. 孫子兵法+鬼 

16. 黑色柳丁 

17. 寂寞的季節 
 
17. 蝴蝶 

Talking 3 

18. 二十二 

19. Moonchild 

20. Susan說 

21. High High High 

22. 討厭紅樓夢 

23. 就是愛你 

Encore 

24. 找自己 

25. 馬戲團 

26. 火鳥功+My Anata 

27. 千言萬語（第二場） 

28. 愛我還是他（第一場）/ 今天妳要嫁給我（第二場） 

29. 天天 

30. 愛很簡單 

## 外部連結
1. ↑  . 2024-09-22.
2. ↑  . 2025-03-02.
3. ↑  . 2025-07-08.
4. ↑  . 2024-1-24.
5. ↑  . 2025-07-21.
6. ↑  . 2025-04-01.
7. ↑  . 山东省文化和旅游厅. 2025-02-28.
8. ↑  . 2025-07-23.
9. ↑  . 2025-04-01. （原始内容存档于2025-04-01）.
10. ↑  . 2025-02-18. （原始内容存档于2025-04-01）.
11. ↑  . 2025-07-21.